# 本楯村
本楯村（もとたてむら）は山形県飽海郡にあった村。現在の酒田市北西部、羽越本線の本楯駅周辺にあたる。

## 地理
- 河川：日向川、荒瀬川

## 歴史
- 1889年（明治22年）4月1日 - 町村制の施行により、本楯村、庭田村、豊原村、城輪村、豊川村、大豊田村、保岡村の区域をもって発足。
- 1919年（大正8年）
  - 5月1日 - 北平田村、上田村、一条村との境界変更[1]。
  - 11月26日 - 西荒瀬村、上田村との境界変更[2]。
- 1954年（昭和29年）12月1日 - 酒田市に編入。同日本楯村廃止。

## 交通

### 鉄道路線
- 日本国有鉄道
  - 羽越本線
    - 本楯駅

## 出身者
- 茂木善作 - 陸上競技選手、山形県初のオリンピック選手[3]